# Economia de Malta
Malta produz somente 20% dos alimentos que consome, tem poucas reservas de água doce e não tem fontes próprias de energia. A posição geográfica do país, entre a União Europeia e a África, faz dele uma porta para a imigração ilegal e para a lavagem de dinheiro.
O setor financeiro cresceu nos últimos anos, porém ainda não se modernizou completamente. O país depende do comércio exterior e das indústrias - especialmente de eletrônicos e medicamentos - e do turismo, atividades que foram consideravelmente afetadas pela crise econômica de 2008.